# Odłamek

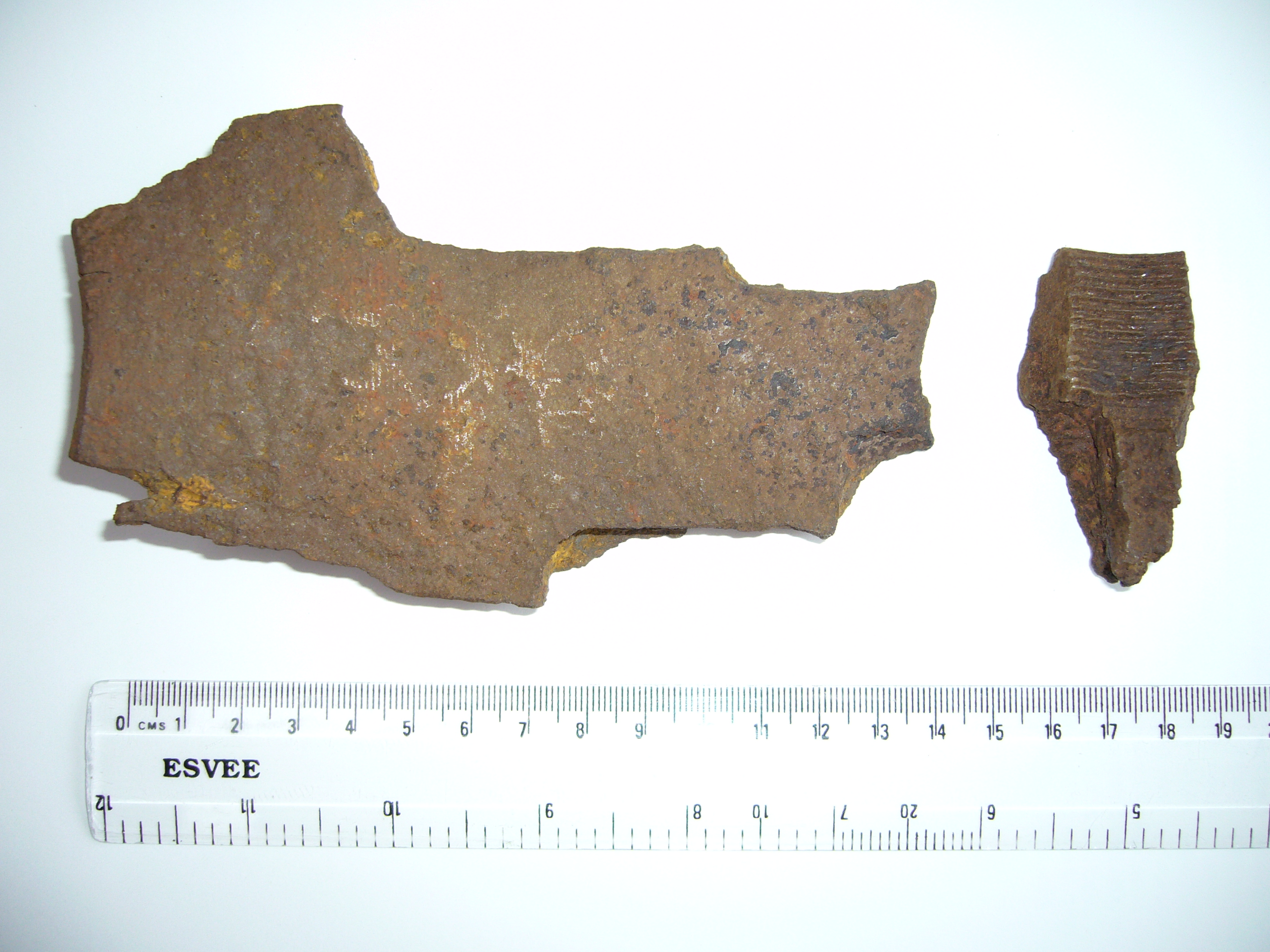
Odłamek bomby pochodzącej z okresu I wojny światowej, znaleziony na polu bitwy nad Sommą

Odłamek – kawałek skorupy pocisku, granatu, bomby i tym podobnych powstały w wyniku rozerwania się skorupy pod wpływem wybuchu zawartego w niej materiału wybuchowego. Niewłaściwie nazywany szrapnelem. 
Odłamek ma pewną energię kinetyczną (masę i prędkość), którą może razić cel. Podczas wybuchu pocisku powstają zwykle odłamki posiadające masę i energię wystarczającą do porażenia danego rodzaju celu – nazywane są odłamkami skutecznymi. Przyjmuje się, że odłamek o energii większej od 100 dżuli jest odłamkiem skutecznym przy zwalczaniu siły żywej; odłamki skuteczne przy zwalczaniu celów powietrznych powinny mieć energię rzędu 1000–2000 dżuli. Oprócz energii kinetycznej ważną charakterystyką odłamka jest jego masa, od której w dużym stopniu zależy promień skutecznego rażenia. Na przykład dla wymienionych odłamków skuteczna ich masa powinna wynosić około 4–15 gramów.
Konwencja o zakazie lub ograniczeniu użycia pewnych broni konwencjonalnych zabrania użycia broni, których zasadnicze działanie polega na rażeniu odłamkami niemożliwymi do wykrycia w ciele ludzkim za pomocą promieni Roentgena (protokół 1).